# Каменушка (Челябинская область)
Камену́шка — посёлок в Верхнеуфалейском городском округе Челябинской области России.

## География
Находится примерно в 18 км к северо-востоку от районного центра, города Верхний Уфалей, на высоте 313 метров над уровнем моря.

## Население
| 2002 | 2010 |
| ---- | ---- |
| 3    | ↗13  |

По данным Всероссийской переписи, в 2010 году численность населения посёлка составляла 13 человек (7 мужчин и 6 женщин).

## Улицы
Уличная сеть посёлка состоит из 5 улиц.